# Frottee

Schema Frotteeherstellung

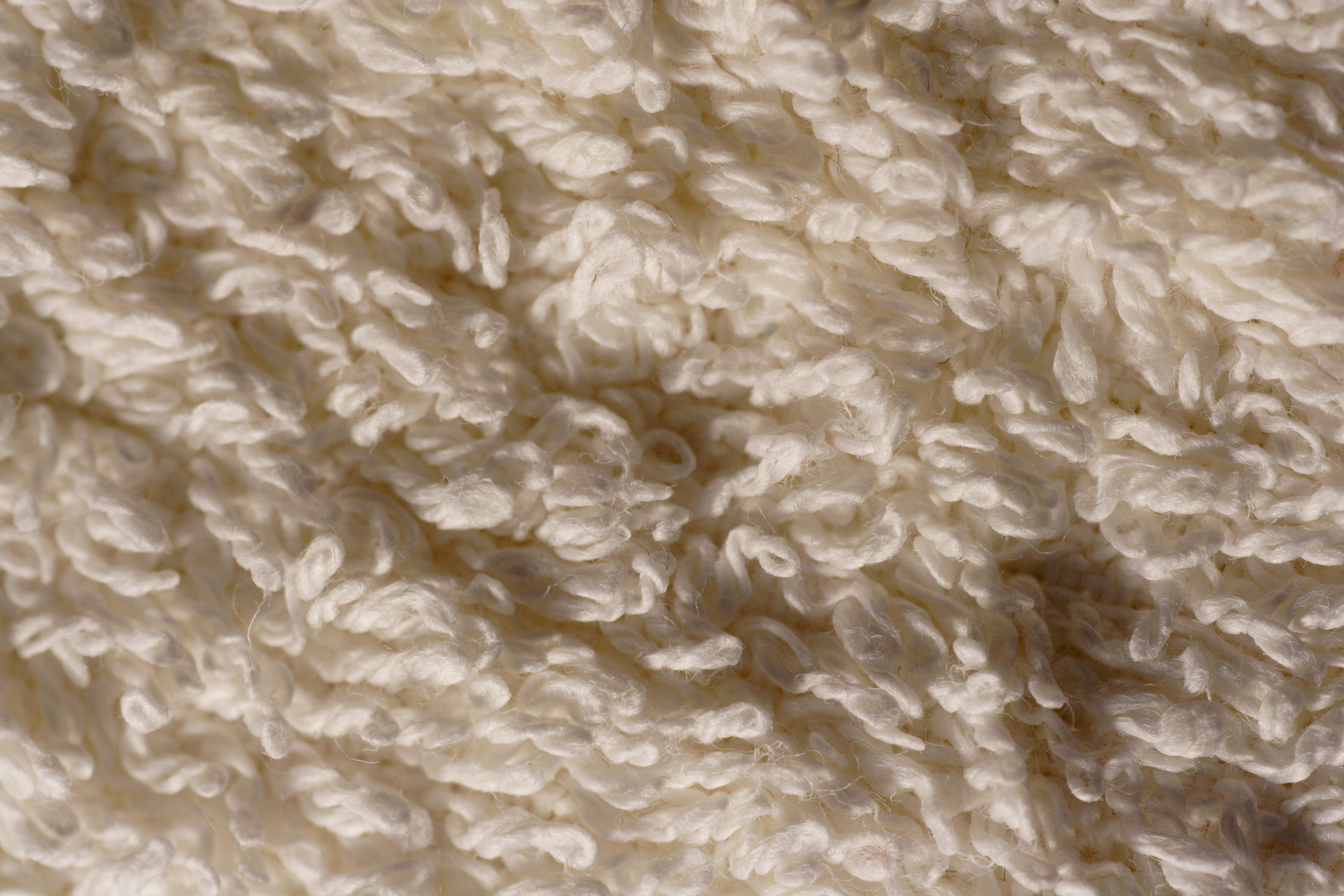
Nahaufnahme von Frotteegewebe

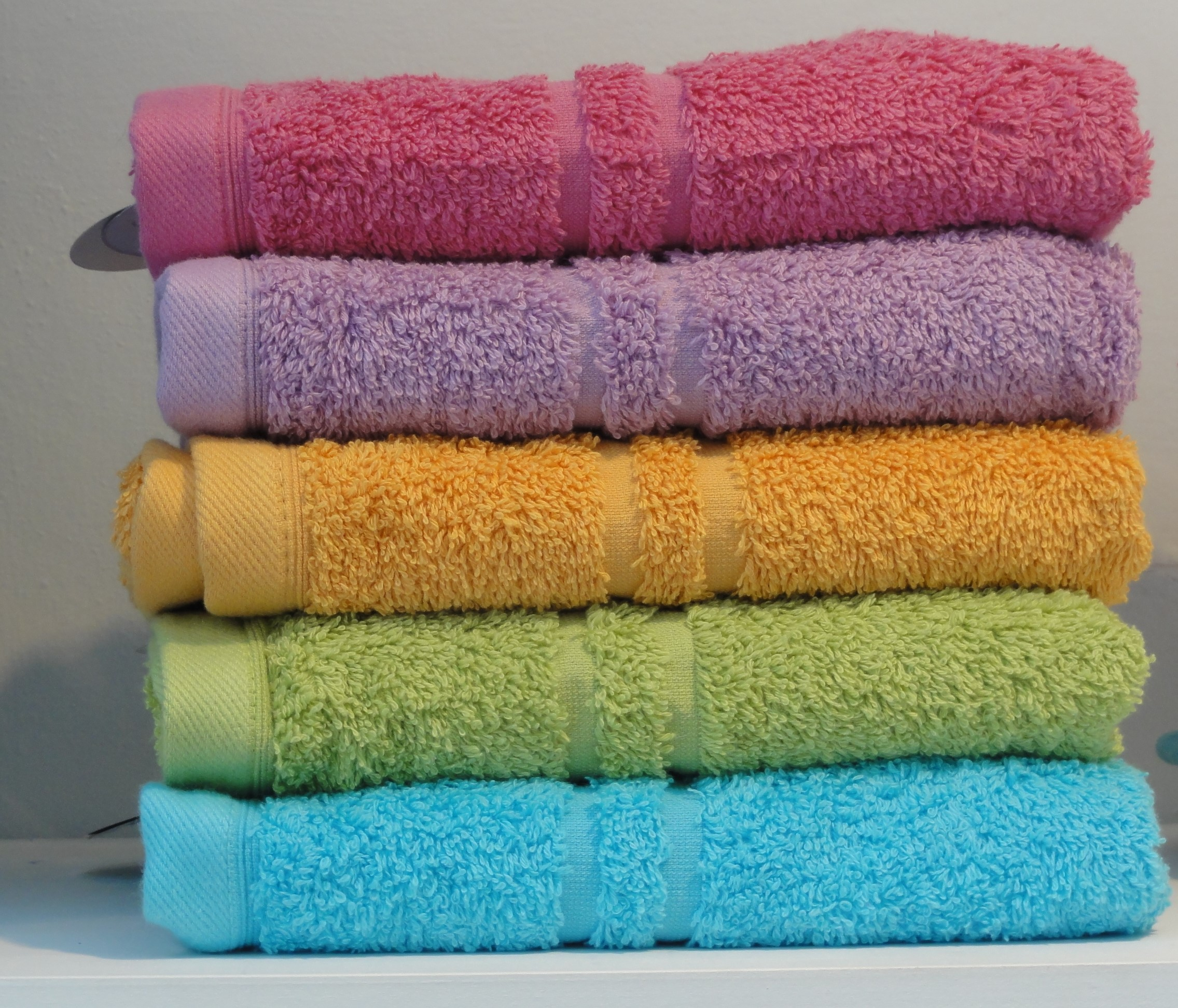
Frotteehandtücher

Frottee (von französisch frotter ‚(ab-, ein-)reiben‘, auch Terry oder French Terry) ist ein Gewebe mit besonderer Saugfähigkeit und angenehmem Griff, das hauptsächlich für Heimtextilien (Handtücher, Waschlappen oder Bademäntel) verwendet wird. Charakteristisch sind die Schlingen, die das Volumen des Stoffes erhöhen, der dadurch relativ viel Flüssigkeit aufnehmen kann.

## Herstellung
Bei Frotteeware handelt es sich um Gewebe, das mit speziellen Zwirnen hergestellt wird, die bereits selbst Schlingen enthalten durch unterschiedliche Garnlängen, die miteinander verdreht wurden (Effektgarn).
Bei Frottierware handelt es sich um ein Zweikettengewebe, aufgebaut aus der straff gespannten Grundkette sowie der lose gespannten Polkette (auch Florkette), aus der durch eine besondere Vorrichtung am Webstuhl Schlingen gebildet werden.

## Qualitäten
Man unterscheidet vier Grundqualitäten:
Walk-Frottee
ist weich und flauschig. Seine Fülle verdankt es lockeren Schlingen aus weichen Garnen. Sein Vorteil ist die hohe Saugfähigkeit.
Zwirn-Frottee
ist fest im Griff. Durch gezwirnte Schlingenfäden hat es einen hohen Massageeffekt.
Velours-Frottee
hat eine weiche Oberfläche, da die Schlingen aufgeschnitten sind.
Wirk-Frottee
ist relativ neu. Es wird nicht gewebt, sondern gewirkt und vereint gute Saugfähigkeit, leichte Massagewirkung, Schlingenfestigkeit und Weichheit.
Bei Frotteehandtüchern werden in Abhängigkeit von Fadenart, Fadenlänge und Webtechnik drei Gewichtsklassen unterschieden: leicht (350–499 g/m²), mittel (500–599 g/m²) und schwer (über 600 g/m²).

## Wortbedeutung
Das Verb frottieren ist ein im 18. Jahrhundert von französisch frotter entlehntes Wort für „(mit Tüchern) abreiben, trockenreiben“, dessen Herkunft aber nicht gesichert ist; daraus die Wortzusammensetzung Frottiertuch, ein Tuch, mit dem man sich abreiben oder trockenreiben kann.